# Kroonsluiting

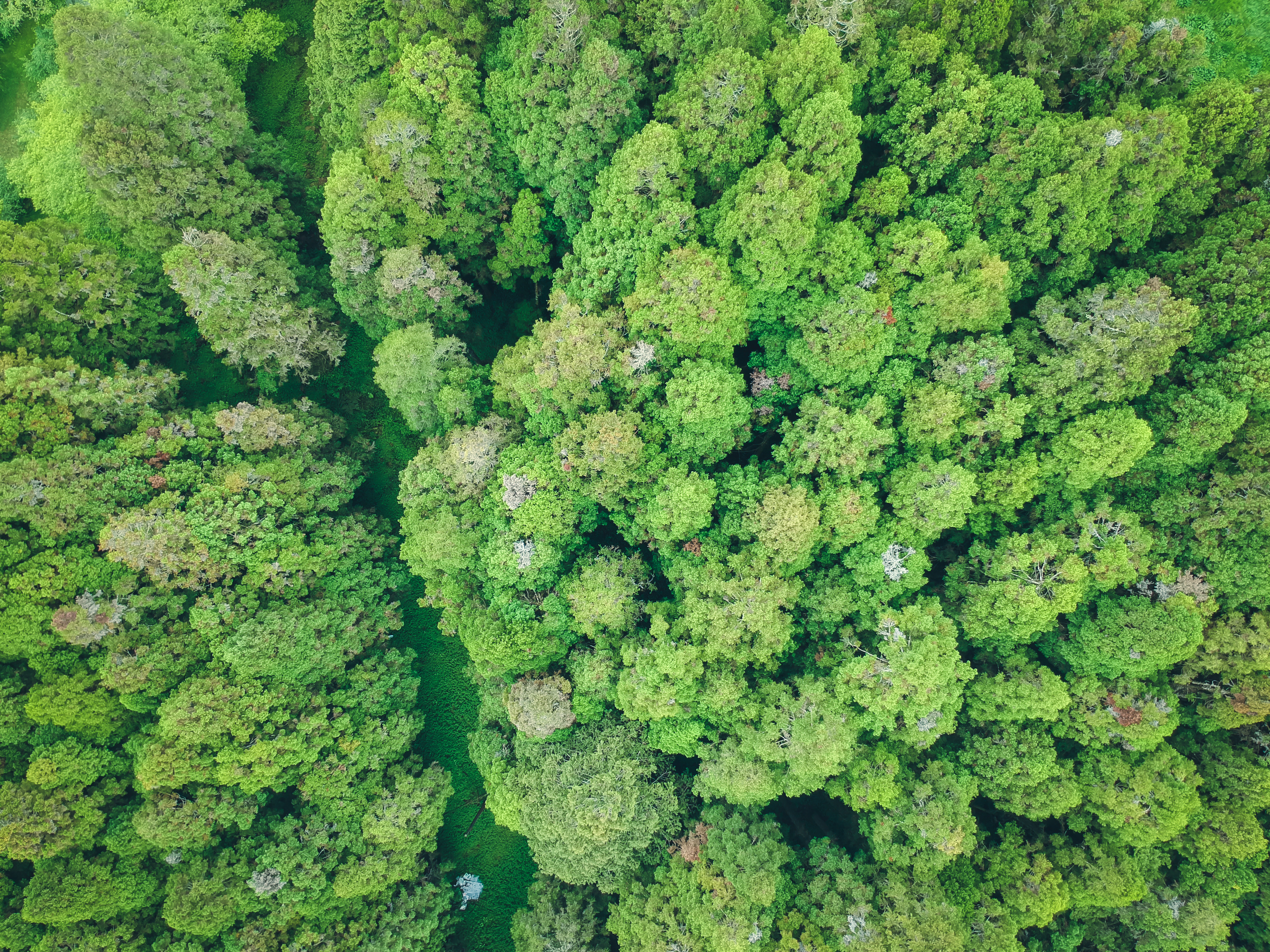
Een luchtfoto van een kronendak.

De kroonsluiting of kronensluiting is een maat voor de dichtheid van het kronendak (de kronen in de boomlaag van een bos). De kroonsluiting wordt in de regel uitgedrukt in tienden (0,0–1,0).